# Melito av Sardes

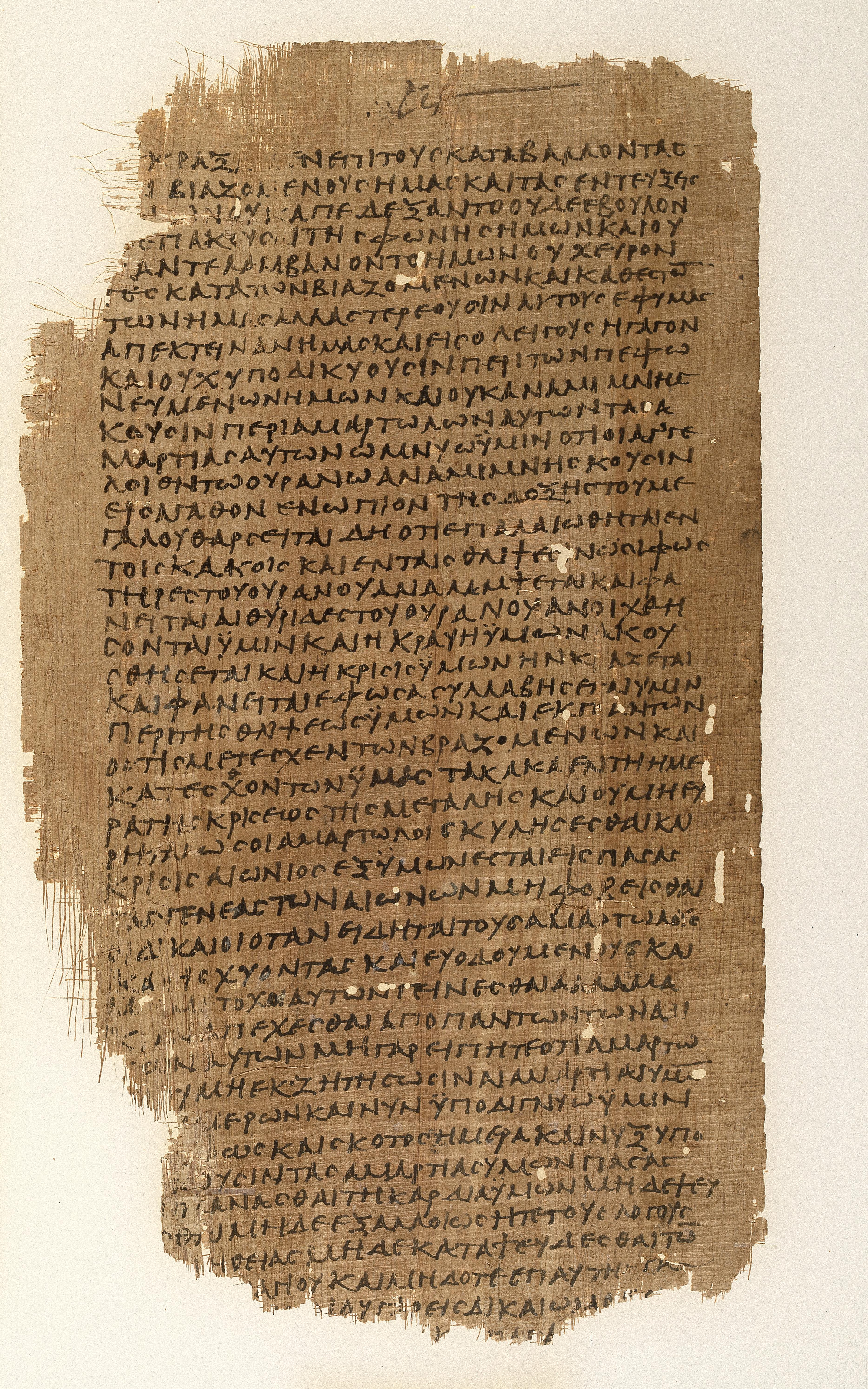
Melito av Sardes

Melito av Sardes (grekiska: Μελίτων Σάρδεων Melítōn Sárdeōn), död omkring år 180, var en högt ansedd apologet och teologisk skriftställare under andra århundradet.
Melito, som var biskop av Sardes, författade en mängd skrifter, som gått förlorade, bland annat en apologi, ställd till Marcus Aurelius, antimontanistiska och exegetiska skrifter, med anmärkningar om palestinensiska kanon (samling av fragmenten i Ottos Corpus apologetarum christianorum, band 9). Melitos apologi är märklig däruti, att den visar ett närmande från kyrkans sida till romerska staten. Den skrevs omkring 170–180, sannolikt vid förföljelsen 177. Melitos homilia "Om påsken" (svensk översättning 1984) återfanns under 1900-talet i flera handskrifter.